# Červená Skala (stacja kolejowa)

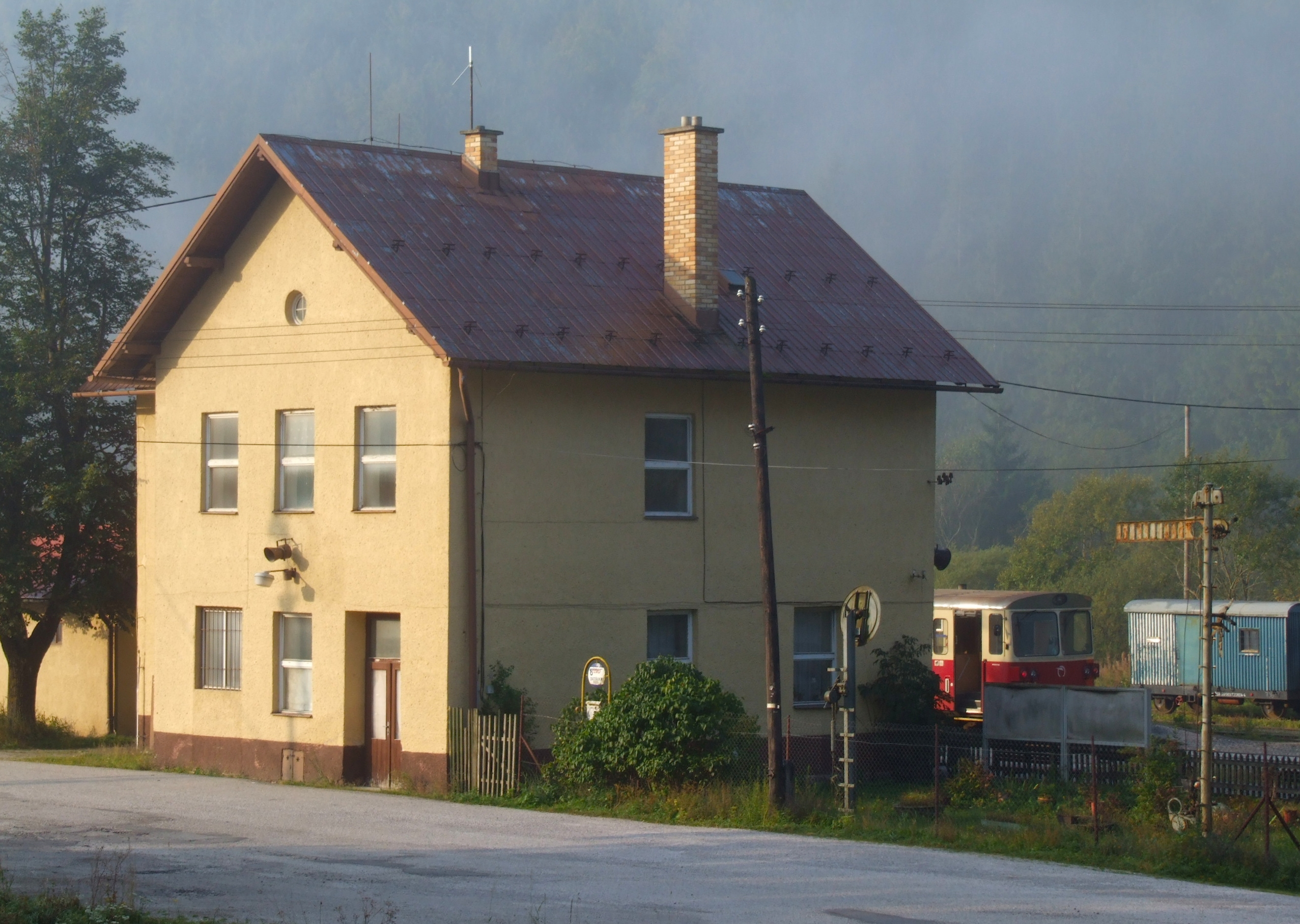

Červená Skala – stacja kolejowa znajdująca się  we wsi Šumiac w kraju bańskobystrzyckim na Linii kolejowej 173 Margecany – Červená Skala na Słowacji